# Карра, Жан-Луи
Жан-Луи Kappá (фр. Jean-Louis Carra; 9 марта 1742, Пон-де-Вель — 31 октября 1793, Париж) — французский литератор, журналист и политический деятель, революционер и член Конвента.

## Биография
О молодости Карра известно мало. Его политические противники говорили, но бездоказательно, что юношей он был обвинён в воровстве, покинул родину и был секретарём при валашском господаре Григории. В 1773 г. Карра напечатал в Лондоне «Système de la raison ou le Prophète philosophe» — труд, навеянный идеями энциклопедистов.
Возвратившись во Францию, он был секретарём кардинала де Рогана и королевским библиотекарем (с 1784). Он напечатал против Калонна несколько памфлетов, которые были внушены ему, как говорили, Ломени де-Бриенном. Был сторонником месмеризма. В начале 1789 г. Карра прославился либеральным памфлетом «l’Orateur des Etats généraux de 1789», выдержавшим несколько изданий.
Французская революция
Агитировал в пользу образования национальной гвардии; принимал участие в издании газеты мадемуазель Кералио «le Mercure national ou Journal d’Etat et du citoyen».
С июня 1791 г. по июль 1793 г. был главным редактором «Annales patriotiques et littéraires», — листка, защищавшего идеи жирондистов. Карра был членом конвента и его комиссаром при центральной армии и войск в Шалоне. Его поведение в вандейской войне неоднократно подвергалось осуждению со стороны Марата. Карра был казнён вместе с жирондистами.